# Dolophrades
Dolophrades is een kevergeslacht uit de familie van de boktorren (Cerambycidae). De wetenschappelijke naam van het geslacht werd voor het eerst geldig gepubliceerd in 1884 door Bates.

## Soorten
Dolophrades omvat de volgende soorten:
- Dolophrades annulicornis (Schwarzer, 1925)
- Dolophrades birmanus Breuning, 1958
- Dolophrades mustanganus Holzschuh, 2003
- Dolophrades terrenus Bates, 1884